# Меммингер-Ах
Меммингер-Ах (нем. Memminger Ach) — река в Германии, протекает по Швабии (земля Бавария). Речной индекс 1148. Общая длина реки совместно с притоками Kressenbach и Mühlbach 36 км. Площадь бассейна составляет 42,93 км².
Высота истока 602 м, высота устья 535 м, общий перепад — 67 м.
Меммингер-Ах берёт начало в городе Меммингене, образуясь слиянием нескольких небольших речек. Внутри города вначале носит название Stadtbach. Впадает в Иллер между Плесом и Келльмюнц-ан-дер-Иллером.